# Arturo Gazul y Uclés
Arturo Gazul y Uclés (Villagarcía de la Torre, 1855-Llerena, 1895) fue un escritor, médico y periodista español.

## Biografía
Nacido el 30 de abril de 1855 en la localidad extremeña de Villagarcía, donde trabajaba su padre Isidoro como médico, estudió Medicina en la Universidad de Sevilla. Desde joven redactó y colaboró en publicaciones periódicas como La Revista Gaditana, El Defensor, El Diario y La Palma de Cádiz, El Sur de Extremadura, El Figaro, El Cádiz, El Oliventino, El Látigo, El Eco de la Montaña, La Crónica de Badajoz, El Genio Quirúrgico, La Revista de Medicina Dosimétrica y La Ilustración Andaluza. Fue autor de un volumen titulado Ideas y sueños y otro llamado El libro gris, en verso. Fue miembro de varias sociedades y academias científicas, como la Academia de Ciencias y Artes de Cádiz. Su discurso de recepción a esta última, leído el 2 de febrero de 1878, versó sobre el tema Ligera idea sobre la poesía popular. Estuvo casado con la poetisa extremeña Carmen Sánchez-Solana y Ronquillo, con quien fue padre de Arturo Gazul Sánchez-Solana. Falleció en 1895 en Llerena.